# Milpoš
Milpoš est un village de Slovaquie situé dans la région de Prešov.

## Histoire
Première mention écrite du village en 1950.

## Démographie

### Évolution de la population
| Année:               | 1994. | 2004.   | 2014.   | 2024.   |
| -------------------- | ----- | ------- | ------- | ------- |
| Nombre de personnes: | 618   | 663     | 694     | 657     |
| Différence:          |       | +7,28 % | +4,67 % | -5,33 % |

| Année:               | 2023. | 2024.   |
| -------------------- | ----- | ------- |
| Nombre de personnes: | 649   | 657     |
| Différence:          |       | +1,23 % |